# Port lotniczy Franco Bianco
Port lotniczy Franco Bianco – port lotniczy zlokalizowany w chilijskim mieście Cerro Sombrero.